# Премія імені Катерини Білокур
Премія імені Катерини Білокур — премія за визначні твори традиційного народного мистецтва, що була встановлена у 1989 році і її присуджують щорічно починаючи з 1990 року Міністерством культури України і Національною спілкою художників України до дня народження Катерини Білокур — 7 грудня.
Премія названа на честь видатної української художниці Катерини Білокур.
Премію присуджують щорічно до дня народження художниці (07 грудня) майстрам народного мистецтва за твір (цикл творів), що відзначаються автентичністю та високою професійною майстерністю.
На здобуття Премії подається твір (цикл творів), що створений та оприлюднений протягом останніх п'яти років, але не пізніше ніж за три місяці до його подання на здобуття премії, має позитивні рецензії у мистецтвознавчій літературі, засобах масової інформації.
З 2021 року організаційно-методичний супровід присудження премії здійснює Державне агентство України з питань мистецтв та мистецької освіти.

## Лауреати премії
Першим лауреатом премії у 1990 році була Марфа Тимченко. Серед лауреатів також були Ганна Самарська, Ганна Павленко-Черниченко, Андрій Пікуш, Олена Скицюк, Марія Галушко та інші.
У 2023 році премію присуджено майстрам народного мистецтва:
- Лідія Борисенко (цикл творів «Українські берегині»);
- Захар Стринадюк (тарелі «Цвіт папороті», «Краса Карпат», «Зірка Карпат», «Натхнення», «Mandala»);
- Ольга Цибуля (цикл творів — керамічний посуд «Актуальна автентика: за мотивами Бубнівського гончарського осередку»).

У 2024 році премію присуджено майстрам народного мистецтва:
- Зальоток Олена – крайки «Стежками мого життя»;
- Ніколаєва Вікторія – серія гончарних виробів за мотивами Барської кераміки.